# Gaz inert
Termenul de gaz inert face referire la acel gaz care nu suferă reacții chimice în condiții de temperatură și presiune date. De exemplu, gazele nobile nu reacționează de obicei cu aproape niciun reactiv,, astfel că în trecut termenul de gaz inert era folosit pentru a face referire la acestea. Gazele inerte au ca și utilitate păstrarea unor substanțe în condiții minime de degradare, întrucât acestea nu suferă reacțiile nedorite de oxidare sau de hidroliză (care pot avea loc, de altfel, în prezența aerului cu umiditate ridicată). 
Argonul și azotul sunt cele mai comune gaze inerte utilizate datorită răspândirii lor naturale ridicate (78,1% N2 și 1% Ar în aerul atmosferic).